# Autorité belge de la Concurrence
L’Autorité belge de la Concurrence (ABC) (en néerlandais : Belgische Mededingingsautoriteit – BMA ; en allemand : Belgische Wettbewerbsbehörde ; en anglais : Belgian Competition Authority – BCA) est l'organe administratif indépendant qui supervise le bon respect de la réglementation en matière de concurrence en Belgique. Les gens peuvent s’y rendre avec des plaintes pour abus de pouvoir dans, entre autres, une situation de monopole ou d’oligopole. En cas de plainte, elle instruit les faits et décide s’il y a effectivement abus. Elle est membre du Réseau européen de la concurrence, de l'International Competition Network (ICN) et de l'Organisation de coopération et de développement économiques (OCDE).

## Rôle
L’ABC entame ses activités en tant qu’autorité administrative indépendante dotée d’une personnalité juridique le 6 septembre 2013. Elle est chargée d’appliquer les règles de la concurrence à travers l’instruction et la condamnation des infractions au droit de la concurrence ainsi que le contrôle des opérations de concentration (ou « fusions ») en Belgique. Elle est l'une des trois institutions belges ayant pour mission de garantir une concurrence effective. Les deux autres sont le Service de la Concurrence et la Commission de la Concurrence,,,.

## Fonctionnement

### Structure

#### Comité de direction
Le Comité de direction de l'ABC est composé du président, de l’auditeur général, du directeur des affaires juridiques et du directeur des affaires économiques. Il est notamment chargé de gérer l’institution au quotidien, de déterminer des priorités en matière de gestion et d'établir des lignes directrices concernant l’application des règles de concurrence. 

#### Auditorat
L’Auditorat est le service d’instruction de l'ABC. Il est dirigé par l’auditeur général. Pour chaque dossier d’instruction ouvert, une équipe composée de membres du personnel de l’Auditorat est désignée et placée sous la direction d’un auditeur qui assume la direction journalière de l’instruction. Les membres du personnel de l’Auditorat effectuent également, à la demande de l’auditeur général, des travaux de recherche d’informations ainsi que l’analyse de plaintes informelles afin d’identifier des dossiers d’instruction potentiels.

#### Collège de la Concurrence
Le Collège de la Concurrence est l'organe de décision de l'ABC. Il est présidé par le président de l’ABC, et est composé pour chaque affaire du président et de deux assesseurs qui sont désignés dans leur groupe linguistique. Les membres du Collège de la concurrence sont soumis au droit pénal privilège de juridiction (nl).[réf. nécessaire]

### Compétences
L'ABC poursuit les pratiques restrictives de concurrence en Belgique. Elle intervient, de sa propre initiative ou à la demande de plaignants, dès que la concurrence est faussée sur un marché, quels que soient l'activité concernée ou le statut, privé ou public, des opérateurs. Elle assure le contrôle préalable des opérations de concentration atteignant les seuils de chiffre d’affaires définis par la loi,. Les opérations de concentration de dimension européenne ne sont pas soumises à l’autorisation de l’ABC. Elles sont de la compétence exclusive de la Commission européenne, sous réserve de la possibilité de renvoi devant l’ABC sous certaines conditions.
L'ABC peut adopter des mesures provisoires en cas d'urgence, et prononcer des injonctions, des sanctions pécuniaires et accepter des engagements dans le cadre de l’instruction au fond.
En parallèle, l'ABC vise une meilleure connaissance du droit de la concurrence en Belgique par le biais :
- de questions parlementaires ;
- en fournissant des avis sur des initiatives réglementaires ;
- en contribuant à la préparation de la réglementation belge de concurrence ;
- en collaborant à des enquêtes externes ;
- en participant aux réunions de la Commission consultative spéciale Concurrence[3].

L'ABC n'est pas compétente en matière de concurrence déloyale et d'actes contraires aux usages honnêtes en matière commerciale tels que par exemples les ventes à perte, les soldes, les ventes publiques, la publicité comparative, les contrats à distance, les liquidations, les pratiques qui sont visées par le Livre VI du CDE, Pratiques du marché et protection du consommateur. Cette matière relève de la compétence du juge judiciaire.

### Priorités
Dans le cadre des procédures formelles de poursuites d’infraction, qui forment l'essentiel du dispositif dissuasif de l’ABC, cette dernière intervient en priorité où le bénéfice escompté de ses actions est le plus élevé. L’ABC considère les quatre facteurs suivants pour évaluer l’intérêt d’une affaire :
- Impact : L’ABC tentera d’évaluer les dommages directement causés par le comportement allégué dans le secteur concerné, en termes non seulement du prix pratiqué, mais également des effets sur la qualité du produit ou du service aux consommateurs. Elle tiendra également compte de divers effets indirects, comme la dissuasion d’autres infractions dans des secteurs connexes, ou l’effet sur la chaîne de valeur lorsque l’infraction alléguée affecte le fonctionnement de celle-ci ;
- Importance stratégique : Instruire une infraction alléguée peut par exemple revêtir une importance stratégique pour l’ABC parce qu’elle a identifié le secteur dans laquelle elle se produit comme prioritaire, ou parce qu’elle veut préciser une interprétation de la loi et que l’affaire pourrait faire jurisprudence. En revanche, si l’ABC constate que d’autres institutions sont mieux placées qu’elle pour adresser le problème identifié, l’importance stratégique en est réduite ;
- Risques : L’ABC évite d'investir des ressources dans l’instruction d’une infraction s’il existe un risque élevé que l’enquête ne puisse pas aboutir ;
- Ressources : L’ABC prend en compte les ressources nécessaires pour entamer ou poursuivre une enquête, et déterminer le calendrier des enquêtes[3].

## Coopération internationale
L’ABC coopère avec les autres autorités de concurrence au sein du Réseau européen de la concurrence (REC), de l'Association des autorités européennes de concurrence (ECA) et de l'International Competition Network (réseau international des autorités de concurrence – ICN). Cette coopération concerne les procédures d’infraction et les concentrations discutées au sein des comités consultatifs européens (Règlements (EC) 1/2003 et 139/2004), ainsi que la contribution belge dans les différents groupes de travail REC.
L’ABC participe aussi aux activités du Comité de concurrence de l'OCDE (dont le président de l’ABC est membre du Bureau), de l’ECA et de l’ICN. La coopération, en plus des contacts institutionnalisés, inclut aussi par exemple des contacts réguliers entre économistes en chef.